# Tom Sawyer (låt)
"Tom Sawyer" är en låt av Rush. Låten släpptes som singel och återfinns på albumet Moving Pictures, utgivet 1981. Låten är en av Rushs mest kända och framfördes 1 204 gånger, innan bandet slutade.
Musiken komponerades av gitarristen Alex Lifeson och basisten/sångaren Geddy Lee medan trummisen Neil Peart och Pye Dubois skrev texten.